# Square Viger
 (juin 2025).
Le square Viger, est un parc urbain de Montréal.

## Situation et accès
Le Square (divisé en trois parties), est situé dans le centre-ville et est bordé à l'ouest par la rue Saint-Denis, à l'est par la rue Saint-André, l'avenue Viger (Est) au nord et la rue Saint-Antoine (Est) au sud.

## Historique

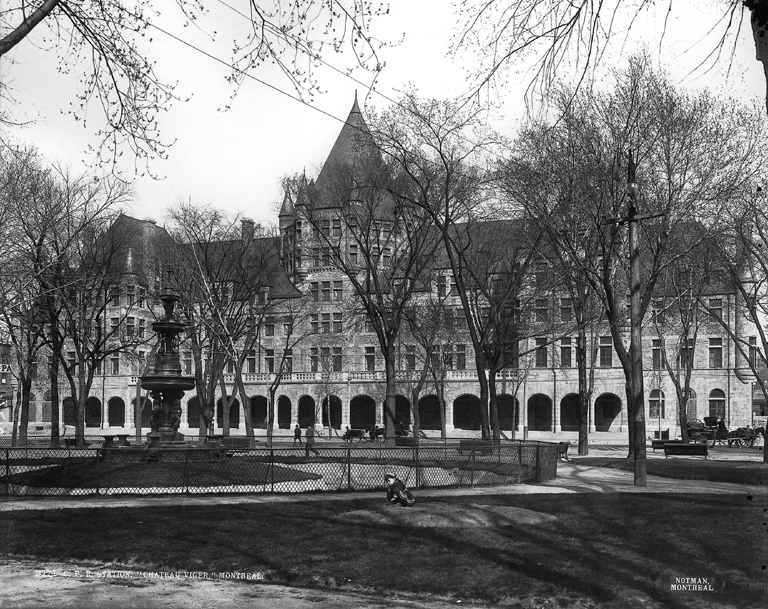
Le square avec l'hôtel en arrière-plan, vers 1901

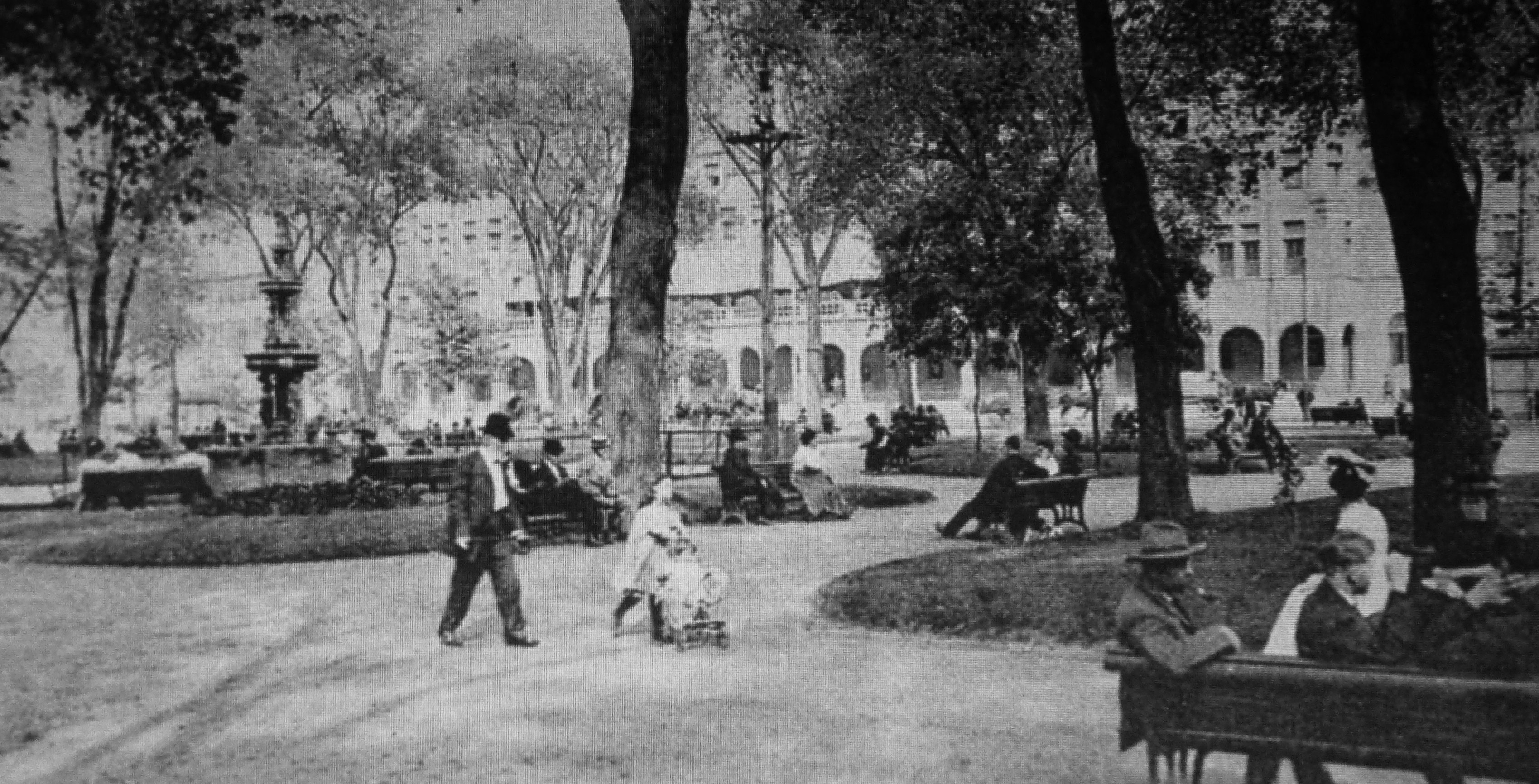
Populaire auprès des jeunes et des moins jeunes, vers 1905

Au cours des années 1840, la Ville de Montréal acquiert par achats ou par cessions, des parcelles de terrains qui permettent le début de l'aménagement du terrain marécageux que l'on y trouvait. On y plante des arbres et on commence le tracé de sentiers.
Avant 1851, un marché au foin et une pesée publique sont exploités sur le site, du côté est de la rue Saint-Denis. Le marché au foin est déménagé à quelques reprises sur le site, mais toujours vers l'est.
Le Square Viger est inauguré le 11 septembre 1860. En 1865, on ajoute des serres qui seront déménagées au Parc Lafontaine en 1889.
En 1870, le square Viger est la seule place publique à Montréal où l'on puisse entendre de la musique. Ernest Lavigne y dirige son orchestre de 1885 à 1889, avant qu'il ne s'installe au parc Sohmer.
En 1892, à la fois pour répondre à des requêtes des citoyens et pour agrandir le square, on démolit le marché aux bestiaux, situé près de la rue Saint-André. Une partie de l'élite canadienne-française s'installe autour du square, qui connaît une période faste avec la construction d'édifices de prestige comme la gare-hôtel Viger (700, rue Saint-Antoine Est) de l'architecte Bruce Price en 1898 et l'École des hautes études commerciales (535, avenue Viger) en 1908-1910.
Dès le début du XXe siècle, plusieurs projets de réaménagement sont suggérés pour ce vaste espace; on songe à y construire une bibliothèque municipale, un auditorium pour souligner le 300e anniversaire de Montréal (1942) ou encore d'y aménager un vaste terrain de stationnement dans les années 1950.
Autrefois parc champêtre, c'est le développement même de Montréal qui a raison de cet espace, et qui le transforme totalement lorsqu'on aménage l'autoroute Ville-Marie dans les années 1970. 

Lorsque les travaux en sous-sol sont terminés, on procède alors à un réaménagement en surface de la place divisée en trois parties par les rues Saint-Denis, Berri et Saint-Hubert. L'aménagement des trois aires est confié à des
sculpteurs et complété en 1985.

## Agora
L'Agora est une installation monumentale de Charles Daudelin dans le square. Achevée en 1983 et officiellement inauguré en 1984, elle est constituée d’un ensemble d’une vingtaine des pergolas de béton brut. Bassins et rideaux d’eau, petit plateau de scène, bancs et végétaux ponctuaient à l’origine cette place publique, conçu autour de la fontaine cinétique Mastodo,.

## Projet de réaménagement

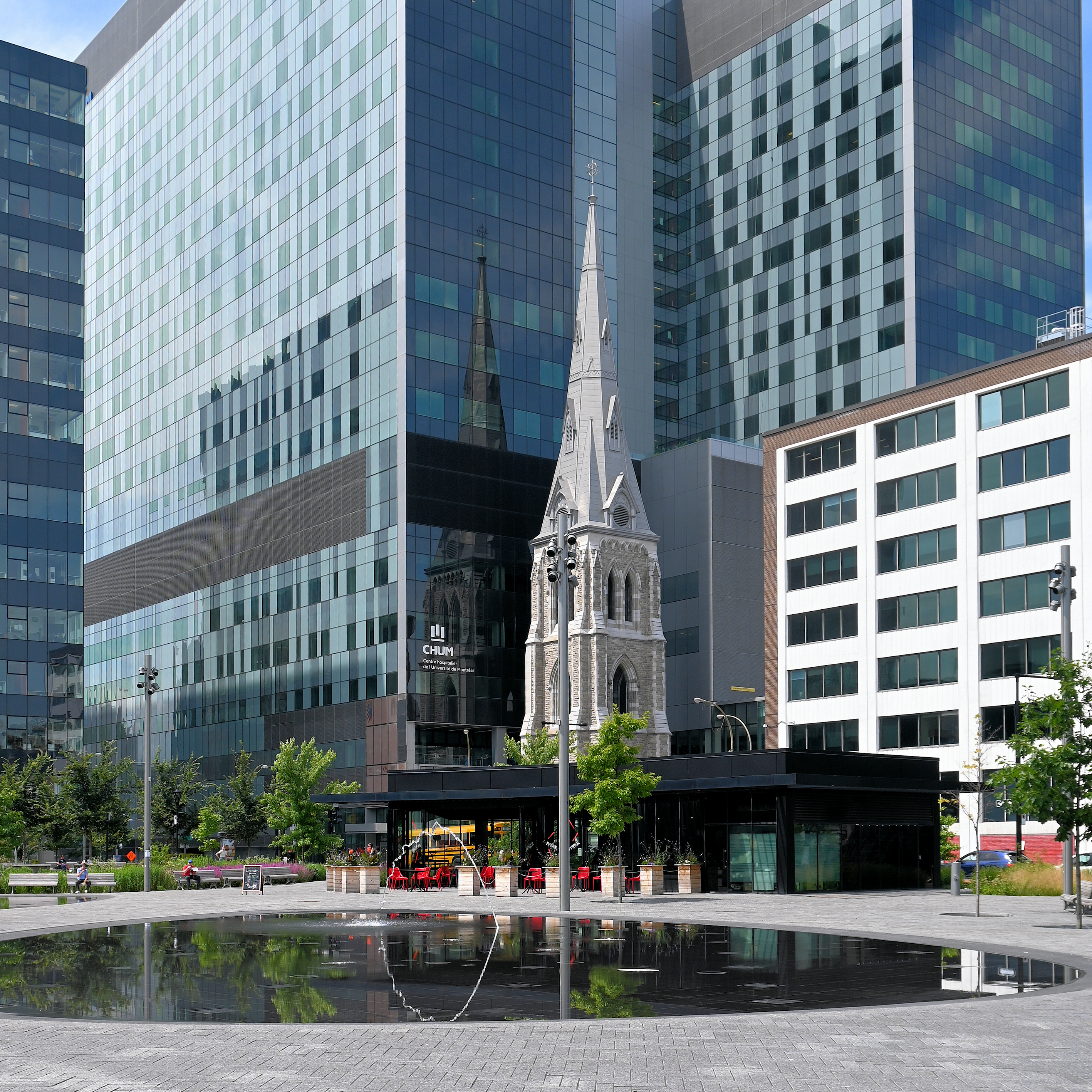
Après le réaménagement, 2024

Tel qu'il se présente aujourd'hui, le square Viger ressemble assez peu à ce qu'il a été et l'ensemble est très critiqué à cause de la présence marquée de structures bétonnées et, surtout, de sans-abris. Le projet du CHUM ainsi que la reconversion de l'ancienne Gare-Hôtel Viger en bureaux amènera de nombreux changements dans le quartier. Des consultations ont cours qui amèneront un réaménagement important du Square Viger.

## Bâtiments remarquables et lieux de mémoire
- Centre hospitalier de l'Université de Montréal
- Complexe de jeux, par Peter Gnass (détruit au début des années 2000)[4]

De façon temporaire, le centre d'artiste Dare-Dare a été installé au square Viger d'août 2004 à juillet 2006 et y a présenté plus d'une dizaine d'expositions, d'événements et de performances.

## Source
- Guy Pinard, Montréal, son histoire, et son architecture. Éditions Méridien, 1992